# Mike Levin
Mike Levin (Inglewood, California, 20 de octubre de 1978) es un político estadounidense que representa el 49.º distrito congresional de California en la Cámara de Representantes de los Estados Unidos. Un Demócrata, Levin fue elegido en 2018.
Antes de postularse para la elección, Levin era abogado ambiental, y uno de sus prioridades es combatir el calentamiento global.

## Vida anterior y educación
Levin nació en Inglewood y creció en Lake Forest. Su padre era judío y su madre era mexicana. Asistió a la Universidad Stanford y la Universidad Duke.En Stanford, Levin fue presidente del cuerpo estudiantil. Luego asistió a la facultad de derecho en la Escuela de Derecho de la Universidad Duke antes de regresar al Condado de Orange.

## Carrera política
En 2017, Levin anunció su postulación para el Congreso de los Estados Unidos contra Darrell Issa, un representante Republicano y conservador. En enero de 2018, Issa anunció que no se postulará otra vez. Levin ganó su elección en noviembre de 2018.

## Posiciones políticas

### Abortos
Levin tiene una calificación del 100% de NARAL Pro-Choice America y una calificación de F de la Susan B. Anthony List por su historial de votación en temas relacionados con el aborto.  Ha enfatizado su apoyo al "derecho de una mujer a un aborto seguro y legal".

### Cambio climático
Levin ha priorizado abordar el cambio climático, lo que ha atraído la atención de medios nacionales que cubren temas de energía y medio ambiente. Durante las elecciones de 2022, estos medios consideraron su candidatura para la reelección como una carrera de alto perfil. Levin votó a favor de la Ley de Reducción de la Inflación de 2022, la política climática más grande jamás aprobada por el Congreso.

### Infraestructura
Levin apoyó la Ley de Inversión en Infraestructura y Empleos, una ley destinada a abordar las necesidades de infraestructura del país a través de inversiones en reconstrucción y modernización. La legislación también financia nuevas iniciativas para mejorar la resiliencia de la infraestructura frente a los efectos del cambio climático y expandir el alcance de la infraestructura de banda ancha. La ley fue aprobada con apoyo bipartidista.
Levin es un defensor de trasladar la línea ferroviaria Pacific Surfliner, que corre a lo largo de los acantilados costeros de Del Mar, a una ubicación más segura. Está impulsando activamente que se asignen más fondos de la Ley de Inversión en Infraestructura y Empleos para un túnel ferroviario bajo Del Mar, con el objetivo de completar el proyecto para 2035.

### Política sobre armas
En 2022, Levin votó a favor de la H.R. 1808: Ley de Prohibición de Armas de Asalto de 2022, destinada a prohibir la venta y distribución de ciertos tipos de armas de fuego. También apoyó la Ley Bipartidista de Comunidades Más Seguras, que fue aprobada y firmada como ley, una ley integral diseñada para fortalecer las regulaciones de seguridad de armas. Esta ley fue ampliamente reconocida como un avance significativo en la lucha contra la violencia armada, y CNN la calificó como "la medida federal de seguridad de armas más significativa en décadas."

### Derechos de voto
Levin votó a favor de la Ley Para el Pueblo, una ley destinada a expandir los derechos de voto.

## Vida personal
Mike Levin vive en San Juan Capistrano con su esposa y sus dos hijos.